# Siphonoglossa leptantha
Siphonoglossa leptantha là một loài thực vật có hoa trong họ Ô rô. Loài này được (Nees) Immelman miêu tả khoa học đầu tiên năm 1989.